# Anna Silk
Anna Silk est une actrice canadienne, née le 31 janvier 1974 à Fredericton, au Nouveau-Brunswick, Canada.

## Biographie
Silk est née à Fredericton, au Nouveau-Brunswick, au Canada. Fille de Peter, un universitaire, et Ilkay Silk, une actrice éminente, metteur en scène, producteur, dramaturge, éducateur, et directrice du théâtre de l'Université St. Thomas. Son père est britannique et sa mère "turque-chypriote-anglaise expatriée". Les premiers souvenirs d'Anna étaient d'aller jouer aux répétitions et de regarder sa mère travailler. Elle est apparue dans plusieurs publicités quand elle était enfant. Elle est diplômée de l'Université St. Thomas avec un baccalauréat en arts depuis 1997. Elle a fait ses débuts au théâtre dans au moins deux productions du Théâtre St. Thomas : "sept menus et la cuisine". Silk déménage à Toronto pour poursuivre sa carrière d'actrice en novembre 1999 et, au cours de la décennie qui suit, se réinstalle à Los Angeles, en Californie. Elle a rencontré son futur mari, Seth Cooper, lors d'un atelier d'acteur à Los Angeles, en 2007. Ils se sont fiancés en 2009, et mariés lors d'une cérémonie civile en décembre de la même année. Le 10 avril 2011, ils ont renouvelé leurs vœux lors d'une cérémonie juive à Fredericton après qu'elle s'est convertie au judaïsme. Silk a donné naissance à son premier fils, Samuel Jerome Cooper, en mai 2013 et son deuxième fils, Levi Aaron, est né le 13 mai 2016.

## Filmographie

### Cinéma
- 2005 : La Vérité nue (Where the Truth Lies) : Gina
- 2007 : Do Not Bend (Court-métrage) : Catye
- 2007 : Breakfast with Scot : Mia
- 2013 : Assassins Tale : Grace

### Télévision
- 1999 : 106 Fire Hydrants (Téléfilm) : Une étudiante
- 1999 : Daring & Grace: Teen Detectives (série télévisée) : Sabrina
- 2002 : Undressed (MTV's Undressed) (série télévisée) : Becca
- 2003 : Petits Mythes urbains (série télévisée) : Une épouse
- 2003 : Mutant X (série télévisée) : Asia
- 2003 : Missing : Disparus sans laisser de trace (1-800-Missing) (série télévisée) : Marilyn Janacek
- 2004 : Dead Lawyers (Téléfilm) : Sonia Alexandropova
- 2004 : Puppets Who Kill (série télévisée) : Une infirmière
- 2004 : Deception (Téléfilm) : Julie
- 2004 : Les Règles secrètes du mariage (Love Rules) (Téléfilm) : Lynn Hopp
- 2004 : Anonymous Rex (Téléfilm) : Keri
- 2005 : Hate (téléfilm) : une femme
- 2005 : L'Ombre d'une rivale (The Perfect Neighbor) (Téléfilm) : Ashley Marin
- 2006 : Collision fatale (Earthstorm) (Téléfilm) : Bryna
- 2006 : Angela's Eyes (série télévisée) : Sondra
- 2006 : L'Héritage de la peur (Legacy of Fear) (Téléfilm) : Kathleen Coyne
- 2007 : The Jane Show (série télévisée) : Kathy
- 2007 : 'Til Death Do Us Part (série télévisée) : Mindy Lohman
- 2007 : The Company (série télévisée) : Stella Bledsoe
- 2008 : Ghost Whisperer (série télévisée) : Haylie Wayne
- 2008 : Billable Hours (série télévisée) : Suzie
- 2009 - 2010 : Les Vies rêvées d'Erica Strange (Beeing Erica) (série télévisée) : Cassidy Holland
- 2010 - 2015 : Lost Girl (série télévisée) : Bo
- 2011 : Republic of Doyle (série télévisée) : Tania St. Croix
- 2018 : Wynonna Earp : Kevin (Saison 3, Épisode 10)